# 馬錄
馬錄（1476年—1543年），字君卿，河南信陽衛軍籍浙江山阴县人。明朝官員。正德戊戌進士。嘉靖初年，官監察御史，捲入李福達案，下獄，貶戍廣西。

## 生平
馬錄爲弘治十四年（1501年）辛酉科河南乡试第三十四名举人，正德三年（1508年）戊辰科会试一百八十七名，三甲一百九十六名進士。正德六年（1511年）任順天府固安縣知縣。爲官廉明，徵召爲御史，巡按江南諸府。嘉靖五年（1526年）出按山西，探查李福達案，彈劾武定侯郭勛，結果反而成為世宗加強皇權的犧牲品，被貶戍廣西南丹衛，永不得赦。最終歷十七年以疾卒於戍所，年六十有八。隆慶初年，追贈太僕寺少卿。《明史》有傳。

## 家族
曾祖马智庆。祖马麟。父马瑀，贡士。母王氏。具庆下。弟锦、链。

### 書目
- （清）張廷玉等，《明史》，中華書局點校本。
- （民國）錢仲仁、王尚義 撰，《固安縣志》，民國三十一年（1942年）鉛印本，中國國家圖書館藏。